# TCL Electronics
TCL Electronics (en mandarín: TCL电子) es una empresa multinacional China de electrónica de consumo con sede y cotización en Hong Kong, pero incorporada en las Islas Caimán. TCL se especializa en la investigación y desarrollo (I+D), fabricación y distribución de productos que incluyen televisores, teléfonos móviles, aires acondicionados, lavadoras, refrigeradores y servicios de Internet para el hogar inteligente, en todo el mundo.
TCL Electronics es una subsidiaria de propiedad total de TCL Industries, una empresa que a la vez es la división de TCL Technology. TCL Electronics comprende cuatro importantes subsidiarias para la estructura de la empresa: "TCL Communication Technology Holdings Limited" (TCL Communication), "TCL New Technology Company Limited" (TCL New Technology), "TTE Technology, Inc." (TTE Technology) y "Falcon Network Technology Limited" (Falcon Network Technology).

## Historia
En 1999, la estrategia de internacionalización de TCL comenzó en Vietnam en el sudeste asiático, después de más de tres meses de investigación de mercado, identificó a Vietnam como su primera parada de expansión en el extranjero, desde entonces "TCL International Holdings Limited", comenzó con la fabricación de televisores y productos electrónicos de consumo.
El 26 de noviembre de 1999, las acciones de "TCL International Holdings Limited" se cotizaron con éxito en la Bolsa de Valores de Hong Kong con el código de acciones (HKSE: 1070).
El 19 de septiembre de 2002, TCL anunció la adquisición de todos los activos relacionados con la electrónica de consumo de la antigua empresa alemana Schneider Rundfunkwerke AG, incluido el derecho a utilizar sus marcas comerciales como Schneider, Dual, Albona, Joyce y Logix.
En noviembre de 2003, TCL International y Thomson SA, la empresa francesa propietaria de la marca de televisión estadounidense RCA, anunciaron una empresa conjunta para producir 18 millones de televisores y hasta 4 millones de reproductores de DVD al año.
En 2005, las ventas de televisores en color de TCL ocuparon el primer lugar en el mundo.
En febrero de 2005, TCL International anunció que el nombre en inglés de la empresa se cambió de "TCL International Holdings Limited" (TCL International) a "TCL Multimedia Technology Holdings Limited" (TCL Multimedia).
En abril de 2005, TCL cerró su planta de fabricación en Türkheim, Baviera. 120 ex empleados de Schneider perdieron sus trabajos.
En 2007, la tecnología central de televisión en color TCL ganó el premio Emmy de la Academia Nacional de Televisión, que es la primera vez que una empresa China gana el premio.
En 2008, TCL vendió más de 14.36 millones de televisores en color y 13.7 millones de teléfonos móviles en todo el mundo.
En 2008, se anunció la evaluación general anual de la industria de la televisión en color de China. TCL ganó el "Premio al éxito internacional anual de TV digital de China", el "Premio anual de TV LCD", el "Premio anual al producto de salud ecológica" y la "Marca de TV en color favorita del consumidor", de una sola vez.
En 2009, el valor de la marca "TCL" alcanzó los 41.738 mil millones de CNY (6.11 mil millones de USD), lo que la convirtió en la marca número uno en la industria de televisión en color de China.
En 2010, TCL fue el 25.º mayor productor de electrónica de consumo del mundo.
En marzo de 2010, TCL Multimedia recaudó 525 millones de HKD a través de la venta de acciones en la Bolsa de Valores de Hong Kong, con el fin de financiar el desarrollo de sus negocios de LCD y LED y generar capital de trabajo.
En 2012, TCL fue considerado el 20.º mayor productor de electrónica de consumo del mundo.
En 2012, TCL Multimedia emitió un anuncio de que el volumen de ventas de televisores LCD de 2012 fue de 157.81 millones de unidades, lo que lo convierte en uno de los tres primeros del mundo en televisores en color. Esta es también la primera vez que una empresa china de televisores en color ingresa por primera vez al campamento de televisores LCD globales.
En 2012, en el 45 ° Salón Internacional de Electrónica de Consumo (CES), TCL ganó el premio "Smart Cloud Computing TV of the Year" en el premio único de innovación tecnológica, y también ganó el TOP50 global de electrónica de consumo y el sexto lugar en la TV global.
En abril de 2012, TCL Multimedia se ha asociado con el gigante sueco del mueble IKEA para proporcionar la electrónica de consumo detrás del producto de sistema de entretenimiento y HDTV integrado Uppleva.
En junio de 2012, TCL e IKEA coprodujeron televisores Uppleva.
En 2013, TCL fue el tercer mayor productor de televisión por cuota de mercado.
El 30 de octubre de 2013, TCL Multimedia e IMAX Corporation, una compañía de tecnología de entretenimiento, firmaron un acuerdo de empresa conjunta para establecer "TCL-IMAX Entertainment Company Limited", cada uno con una participación del 50%, y trabajarán conjuntamente en China continental y otros mercados seleccionados en el mundo.
En 2014, se anunció en Singapur el quinto "Premio a la mejor marca empleadora de Asia", y TCL ganó este premio durante tres años consecutivos.
En 2014, TCL Multimedia lanzó una nueva estrategia de transformación en la era de la transformación de Internet: la estrategia "dual +" de "Inteligente + Internet" y "Productos + Servicios", y la transformación estratégica y el nuevo modelo de negocio de TCL Multimedia de forma integral con el pensamiento de Internet centrados al usuario.
En 2014, TCL Multimedia adquirió la fábrica de Sanyo en México por 15.55 millones de USD, para recuperar el mercado norteamericano. Al mismo tiempo, Sanyo comprará una cierta cantidad de televisores a TCL Multimedia en los próximos cuatro años.
El 7 de abril de 2014, TCL Multimedia producirá una consola de juegos en el continente para ingresar al mercado de las consolas de videojuegos.
En agosto de 2014, TCL se asoció con Roku para su uso como la principal plataforma de Televisión inteligente de TCL.
En 2015, TCL sigue siendo el tercer mayor fabricante de televisores por cuota de mercado.
En 2015, TCL ofrece su propio servicio de transmisión de video streaming: GoLive TV o simplemente GoLive.
En 2015, TCL propuso la estrategia de internacionalización y lanzó un nuevo posicionamiento de la empresa TCL: un grupo empresarial global de fabricación de productos inteligentes y servicios de aplicaciones de Internet.
El 17 de junio de 2015, TCL produce y vende los principales sistemas de cine del mundo. La empresa conjunta "TCL-IMAX Entertainment Company Limited", proporcionará una solución integral para "hardware, software, servicios y contenido" de entretenimiento de cine en casa inteligente de extremo a extremo.
El 11 de diciembre de 2015, LeTV Zhixin, una subsidiaria del producto "Super TV" de LeTV, suscribió 349 millones de nuevas acciones de TCL Multimedia a un precio de 6.5 de HKD por acción. Una vez que se complete esta inversión, LeTV tendrá aproximadamente el 20% de las acciones de TCL Multimedia a través de LeTV Zhixin, y nombrará a 2 directores para TCL Multimedia.
El 14 de enero de 2016, TCL Multimedia anunció el contenido más reciente de su cooperación con LeTV. El anuncio mostró que TCL y LeTV han cooperado en el negocio de Internet, el desarrollo de nuevos productos y la cadena de suministro.
El 7 de marzo de 2016, TCL celebró una conferencia de lanzamiento de un nuevo producto en Shanghái y lanzó una nueva lavadora "no contaminante".
El 22 de julio de 2016, TCL Multimedia anunció la firma de un acuerdo de entendimiento con SEMP la empresa brasileña de electrónica, para invertir mutuamente 200 millones de BRL (aproximadamente 60 millones de USD), en la creación de una empresa conjunta llamada "SEMP TCL", para la expansión en el mercado brasileño y sudamericano.
El 29 de marzo de 2017, TCL lanzó su marca de Internet Thunderbird TV, con un total de nuevos productos de TV I55, I55C, I49 e I324.
El 10 de agosto de 2017, TCL lanzó el televisor ultradelgado P6 en Beijing.
El 22 de septiembre de 2017, TCL Multimedia anunció que Li Dongsheng había dimitido como presidente y director ejecutivo de la empresa, Bo Lianming fue nombrado presidente de la empresa.
El 28 de noviembre de 2017, TCL Multimedia anunció la firma de un acuerdo de suscripción con Radio Victoria la empresa argentina de electrónica, juntos crearán una empresa conjunta llamada "Radio Victoria TCL", donde TCL tendrá el 15% de las acciones en la empresa conjunta, para incrementar la presencia en el mercado argentino y sudamericano.
En 2018, sus ingresos y ganancias alcanzaron un nuevo récord. TCL continúa manteniendo la posición de marca de televisores número uno en China y el número dos en el mundo.
El 8 de marzo de 2018, TCL trajo tres nuevos productos, X5, C6 y P5, a la Feria del Hogar de Shanghái AWE para mostrar sus logros en los campos de contenido, servicios e inteligencia artificial.
El 8 de marzo de 2018, el televisor de puntos cuánticos de color primario TCL X5, el nuevo televisor de cine TCLC6 y la nueva superficie curva ultrafina TCLP5 se presentaron en la Exposición de Electrodomésticos y Electrónica de Consumo de China 2018.
El 17 de abril de 2018, en São Paulo, Brasil, en la conferencia de firma y lanzamiento de nuevos productos de "TCL Global Brand Ambassador", TCL otorgó a Neymar un sello que simboliza el estatus y la responsabilidad del "Embajador de marca global de TCL".
El 20 de abril de 2018, TCL Multimedia anunció que tiene la intención de cambiar el nombre en inglés de la empresa de "TCL Multimedia Technology Holdings Limited" (TCL Multimedia) a "TCL Electronics Holdings Limited" (TCL Electronics).
El 25 de junio de 2018, TCL Multimedia anunció que el nombre en inglés de la empresa se cambió de "TCL Multimedia Technology Holdings Limited" (TCL Multimedia) a "TCL Electronics Holdings Limited" (TCL Electronics).
El 16 de agosto de 2018, TCL Electronics y Sunshine 100 China firmaron un acuerdo de cooperación de plataforma. Según el acuerdo pertinente, las dos partes acordaron nombrar a sus respectivas subsidiarias para establecer conjuntamente una empresa conjunta para crear una plataforma de gestión de red de operación inteligente compartida e ingresar al campo de la operación de apartamentos inteligentes compartidos a través de la empresa conjunta.
El 16 de agosto de 2018, TCL lanzó el televisor "All Scene", un producto transfronterizo de televisores inteligentes y altavoces inteligentes, en Beijing, y lanzó "XESS" como una submarca.
El 22 de septiembre de 2018, TCL Electronics anunció un acuerdo de asociación global con FIBA para convertirse en el patrocinador oficial de las competiciones mundiales de FIBA, incluida la Copa Mundial de Baloncesto Femenino FIBA 2018 en España y la Copa Mundial de Baloncesto FIBA 2019 en China.
En 2019, las ventas globales de TCL TV continuaron aumentando y el volumen de ventas alcanzó su objetivo anual de 32 millones de unidades y continuó ocupando el segundo lugar en el mercado mundial de televisión.
En 2019 TCL profundizó su cooperación con Roku en el mercado de Norteamérica, y con Google en los mercados de Europa y Sudamérica, y extendió la cooperación global con Netflix, logrando así expandir el negocio de Internet en el extranjero.
El 21 de febrero de 2019, TCL Electronics anunció que se convirtió en el socio regional de la Conmebol para proveer las pantallas del (VAR) de la Copa América 2019 en Brasil.
El 8 de abril de 2019, TCL y ESPN colaboraron conjuntamente en la creación de una serie de videos llamada "Born a Legend" (Nacido como Leyenda), inspirada en los rasgos y valores de los atletas.
En septiembre de 2019, TCL lanzó su primer teléfono Android de marca propia, llamado TCL Plex.
El 29 de junio de 2020, TCL Electronics anunció que adquirió una participación del 100% en "TCL Communication Technology Holdings Limited" (TCL Communication), por 1.500 millones de CNY. El acuerdo generará para TCL Electronics mil millones de CNY, lo que ayudará a aumentar aún más la participación de mercado del negocio de la marca TCL, aumentar la inversión en "I+D" en "AIxIoT" y expandir el servicio de valor agregado en el negocio de Internet.
El 28 de abril de 2021, TCL Electronics anunció la continuidad como socio regional de la Conmebol y su patrocinio global para la Copa América 2021 en Brasil.
El 4 de enero de 2022, TCL presentó su nuevo eslogan global “Inspire Greatness” (en español, Inspirar grandeza), durante el Consumer Electronics Show (CES). Este lema refleja la aspiración de la compañía de ofrecer tecnologías innovadoras que empoderen a las personas y contribuyan a su desarrollo personal y profesional. El anuncio coincidió con el lanzamiento de sus televisores Mini led de 144 Hz y una nueva generación de teléfonos inteligentes. “Inspire Greatness” complementa el lema corporativo anterior, Making Life Intelligent, utilizado como identidad de marca durante varios años.
El 14 de marzo de 2023, TCL Electronics anunció en conjunto con la Conmebol una nueva alianza para convertirse en el nuevo patrocinador oficial de la Copa Conmebol Libertadores.
El 28 de mayo de 2024, TCL anunció por tercer año consecutivo la renovación de su patrocinio con la Conmebol para participar de la Copa América 2024 en Estados Unidos.
El 20 de febrero de 2025, TCL firmó un acuerdo con el Comité Olímpico Internacional (COI) para convertirse en patrocinador global del programa TOP hasta 2032. La empresa asumió la categoría de equipos audiovisuales para el hogar y electrodomésticos, suministrando dispositivos como pantallas digitales, sistemas de audio, proyectores, electrodomésticos inteligentes y gafas de realidad aumentada. El convenio incluye también la colaboración en la Agenda Olímpica de Inteligencia Artificial y en iniciativas de comunicación digital con los atletas.

## I+D
Actualmente, TCL ha establecido un sistema de producción y comercialización en más de 160 países y regiones de todo el mundo, logrando una asignación eficiente de los recursos mundiales a través de la gestión de 28 centros mundiales de I+D, más de 10 laboratorios conjuntos, 22 bases de fabricación, 40 mil puntos de venta y 4 cadenas de suministro (diseño de productos y cadena de fabricación, logística y cadena de suministro, cadena de garantía de calidad, creación de productos y cadena de soporte), para lograr la asignación eficiente de recursos globales.
En los últimos años, TCL ha aumentado constantemente el número, de patentes y modelos de utilidad presentaron 41.296 solicitudes. Desde entonces, el número de aplicaciones aumenta cada año, lo que resulta en un máximo de casi 11.704 peticiones.

## Productos
Los productos primarios de TCL son televisores, reproductores de DVD, aires acondicionados, teléfonos móviles, computadoras portátiles, tabletas, auriculares, relojes, enrutadores, lavadoras, refrigeradores, barras de sonido (Soundbar), iluminación eléctrica y medios digitales.
TCL vende sus productos principalmente en más de 160 países y regiones de África, Asia, Oceanía, Europa, Norteamérica y Sudamérica.

## TCL Mobile (Teléfonos inteligentes)

### 2019 – Primer móvil
- TCL Plex

### 2020 – Serie 10
- TCL 10 SE
- TCL 10 L
- TCL 10 Pro
- TCL 10 5G
- TCL 10 Plus

### 2021 – Serie 20
- TCL 20 Pro 5G
- TCL 20 5G
- TCL 20 SE
- TCL 20 E
- TCL 20 L+
- TCL 20 L
- TCL L7
- TCL L7 Plus
- TCL L10 Pro
- TCL A3
- TCL A3X
- TCL A30

### 2022 – Serie 30
- TCL 30 5G
- TCL 30+
- TCL 30
- TCL 30 SE
- TCL 30 E

### 2023 – Serie 40
- TCL 40 NxtPaper
- TCL 40 NxtPaper 5G
- TCL 40 X
- TCL 30 LE

### 2024 – Serie 50
- TCL 502
- TCL 505
- TCL 501
- TCL 50 5G
- TCL 50 SE
- TCL 50 XE NxtPaper 5G
- TCL 50 XL NxtPaper 5G
- TCL 50 XL 5G
- TCL 50 XE 5G
- TCL 50 LE

### 2025 – Serie 60
- TCL 60 SE NXTPAPER 5G
- TCL 60 NXTPAPER
- TCL 60 XE NXTPAPER 5G
- TCL 60 5G
- TCL 60R 5G
- TCL 60 SE
- TCL 605